# 鈴木鎮郎
鈴木 鎮郎（すずき しずお、1916年〈大正5年〉10月4日 - 2006年〈平成18年〉3月10日）は、日本の経営者。三楽オーシャン（（現在のメルシャン）社長、会長を務めた。東京都出身。

## 経歴
1939年に京都帝国大学経済学部を卒業し、同年に昭和酒造(のちの三楽オーシャン)に入社。1946年に取締役に就任し、1958年に常務、1970年に専務を経て、1977年には社長に就任。1985年に会長、1987年に取締役相談役を経て、1988年には相談役に就任。
1980年に藍綬褒章を受章し、1986年に勲三等瑞宝章を受章。
2006年3月10日、心不全のために死去。89歳没。